# Billy Ficca
William Joseph Ficca (född 15 februari 1950 i Delaware)  är en amerikansk trummis som var en av grundmedlemmarna i rockgrupperna Television och The Waitresses.

## Karriär
Med italienska rötter var Ficca en barndomsvän till Tom Verlaine (även känd som Tom Miller). Verlaine flyttade till New York och år 1972 bildade han The Neon Boys tillsammans med Richard Hell (Richard Meyers). De rekryterade Ficca som deras trummis och sedan, med tillägget av den andra gitarristen Richard Lloyd, bytte de namn till Television. Efter att Television splittrades anslöt sig Ficca till The Waitresses. Ficca arbetade också med Nona Hendryx & Zero Cool, 40 Families och The Washington Squares. Han framträdde ofta tillsammans med gitarristen/sångare Tom Verlaine och basisten Richard Hell, samt basisten Clint Bahr. Han spelade även med den franska poet och sångerskan Sapho år 1980 på hennes skiva som hette "Sapho".
Han har även medverkat på album av Dave Rave, Glen or Glenda, The Novellas, Eugene Ripper, Shane Faubert, Brian Ritchie och fyra album med Antifolk-grundaren Lach. Han uppträder med Television, Gary Lucas, Dylan Nirvana and the Bad Flowers, Gods and Monsters, the New York Blues Project, the Original Dharma Bums och Uncle Bob NYC.